# Englische Rugby-Union-Meisterschaft 2023/24
Die Saison 2023/24 von Premiership Rugby war die 37. Saison der obersten Spielklasse der englischen Rugby-Union-Meisterschaft. Aus Sponsoringgründen trug sie den Namen Gallagher Premiership. Sie begann am 13. Oktober 2023 und umfasste 18 Spieltage (je eine Vor- und Rückrunde) in der Regular Season, die bis zum 18. Mai 2024 dauerte. Anschließend qualifizierten sich die vier bestplatzierten Mannschaften für das Halbfinale. Die Halbfinalsieger trafen am 8. Juni 2023 im Finale im Twickenham Stadium aufeinander. Dabei setzten sich die Northampton Saints gegen die Saracens durch und errangen ihren zweiten Meistertitel.

## Gallagher Premiership
Dieses Jahr gab es wiederum keinen Aufsteiger, da der Meister der RFU Championship die Zulassungskriterien für die höchste Liga nicht erfüllte.

### Tabelle
M = Amtierender Meister
|     | Team               | Spiele | Siege | Unent. | Ndlg. | Spiel- punkte | Diff. | Bonus- punkte | Tabellen- punkte |
| --- | ------------------ | ------ | ----- | ------ | ----- | ------------- | ----- | ------------- | ---------------- |
| 01. | Northampton Saints | 18     | 12    | 0      | 6     | 555:453       | + 102 | 12            | 60               |
| 02. | Bath Rugby         | 18     | 11    | 0      | 7     | 511:413       | + 98  | 16            | 60               |
| 03. | Sale Sharks        | 18     | 12    | 0      | 6     | 410:384       | + 26  | 8             | 56               |
| 04. | Saracens (M)       | 18     | 11    | 0      | 7     | 522:387       | + 135 | 12            | 56               |
| 05. | Bristol Bears      | 18     | 11    | 0      | 7     | 591:447       | + 144 | 10            | 54               |
| 06. | Harlequins         | 18     | 9     | 0      | 9     | 486:520       | − 34  | 15            | 51               |
| 07. | Exeter Chiefs      | 18     | 10    | 0      | 8     | 512:437       | + 75  | 10            | 50               |
| 08. | Leicester Tigers   | 18     | 9     | 0      | 9     | 435:408       | + 27  | 9             | 45               |
| 09. | Gloucester Rugby   | 18     | 5     | 0      | 13    | 400:595       | − 195 | 12            | 32               |
| 10. | Newcastle Falcons  | 18     | 0     | 0      | 18    | 251:629       | − 378 | 5             | 5                |

Die Punkte wurden wie folgt verteilt:
- 4 Punkte bei einem Sieg
- 2 Punkte bei einem Unentschieden
- 0 Punkte bei einer Niederlage (vor möglichen Bonuspunkten)
- 1 Bonuspunkt für vier oder mehr Versuche, unabhängig vom Endstand
- 1 Bonuspunkt bei einer Niederlage mit sieben oder weniger Punkten Unterschied

### Playoff
Halbfinale
| 31. Mai 2024 19:45 WESZ | Northampton Saints                                                                                   | 22 : 20        | Saracens                                                                                           | Franklin’s Gardens, Northampton Zuschauer: 15.249 Schiedsrichter: Christophe Ridley |
| 31. Mai 2024 19:45 WESZ | Versuche: Odendaal 19. erh. Erhöhungen: Smith (1/1) Straftritte: Smith (5/6) 28., 31., 40., 62., 70. | (16:6) Bericht | Versuche: Lewington 54. erh. Cinti 78. erh. Erhöhungen: Daly (2/2) Straftritte: Daly (2/2) 5., 16. | Franklin’s Gardens, Northampton Zuschauer: 15.249 Schiedsrichter: Christophe Ridley |

| 1. Juni 2024 15:30 WESZ | Bath Rugby | 31 : 23         | Sale Sharks | Recreation Ground, Bath Zuschauer: 14.509 Schiedsrichter: Luke Pearce |
| 1. Juni 2024 15:30 WESZ | Versuche: Hill 11. n.erh. Obano 22. erh. Annett 73. erh. Erhöhungen: Russell (2/3) Straftritte: Russell (4/5) 3., 27., 49., 65. | (18:15) Bericht | Versuche: Curry 17. n.erh. Taylor 33. erh. O’Flaherty 51. n.erh. Erhöhungen: Ford (1/3) Straftritte: Ford (2/2) 37., 45. | Recreation Ground, Bath Zuschauer: 14.509 Schiedsrichter: Luke Pearce |

Finale
| 8. Juni 2024 15:00 WESZ | Northampton Saints | 25 : 21         | Bath Rugby                                                                                                  | Twickenham Stadium, London Zuschauer: 81.669 Schiedsrichter: Christophe Ridley |
| 8. Juni 2024 15:00 WESZ | Versuche: Freeman 23. erh. Sleightholme 27. n.erh. Mitchell 72. erh. Erhöhungen: Smith (1/2) Furbank (1/1) Straftritte: Smith (1/2) 47. Dropgoals: Smith (1/1) 19. | (15:10) Bericht | Versuche: du Toit 30 erh. Muir 50. n.erh. Erhöhungen: Russell (1/2) Straftritte: Russell (3/4) 8., 42., 66. | Twickenham Stadium, London Zuschauer: 81.669 Schiedsrichter: Christophe Ridley |

| 15                 | George Furbank      |     |
| 14                 | Tommy Freeman       |     |
| 13                 | Burger Odendaal     | 44. |
| 12                 | Fraser Dingwall     |     |
| 11                 | Ollie Sleightholme  |     |
| 10                 | Finlay Smith        | 71. |
| 09                 | Alex Mitchell       |     |
| 08                 | Juarno Augustus     | 67. |
| 07                 | Tom Pearson         | 71. |
| 06                 | Courtney Lawes      |     |
| 05                 | Alex Coles          |     |
| 04                 | Alexander Moon      | 71. |
| 03                 | Trevor Davison      | 57. |
| 02                 | Curtis Langdon      | 57. |
| 01                 | Alex Waller         | 52. |
| Auswechselspieler: |                     |     |
| 16                 | Sam Matavesi        | 57. |
| 17                 | Emmanuel Iyogun     | 52. |
| 18                 | Elliot Millar-Mills | 57. |
| 19                 | Temo Mayanavanua    | 71. |
| 20                 | Sam Graham          | 67. |
| 21                 | Lewis Ludlam        | 61. |
| 22                 | Tom James           | 71. |
| 23                 | George Hendy        | 44. |
| Trainer:           |                     |     |
| Phil Dowson        |                     |     |

| 15                 | Matt Gallagher  |             |
| 14                 | Joe Cokanasiga  | 78.         |
| 13                 | Ollie Lawrence  |             |
| 12                 | Cameron Redpath |             |
| 11                 | Will Muir       |             |
| 10                 | Finn Russell    | 79.         |
| 09                 | Ben Spencer     |             |
| 08                 | Alfie Barbeary  | 22.         |
| 07                 | Sam Underhill   | 65. bis 75. |
| 06                 | Ted Hill        | 69.         |
| 05                 | Charlie Ewels   |             |
| 04                 | Quinn Roux      | 69.         |
| 03                 | Thomas du Toit  |             |
| 02                 | Tom Dunn        | 53.         |
| 01                 | Beno Obano      | 22′         |
| Auswechselspieler: |                 |             |
| 16                 | Niall Annett    | 53.         |
| 17                 | Juan Schoeman   | 22. 53.     |
| 18                 | Will Stuart     | 53.         |
| 19                 | Elliott Stooke  | 69.         |
| 20                 | Josh Bayliss    | 69.         |
| 21                 | Louis Schreuder |             |
| 22                 | Orlando Bailey  | 79.         |
| 23                 | Miles Reid      | 65. 75. 78. |
| Trainer:           |                 |             |
| Johann van Graan   |                 |             |

### Statistik
|    | Name                 | Verein             | Versuche |
| -- | -------------------- | ------------------ | -------- |
| 1. | Ollie Sleightholme   | Northampton Saints | 14       |
| 2. | Immanuel Feyi-Waboso | Exeter Chiefs      | 10       |
| 2. | Tom Roebuck          | Sale Sharks        | 10       |
| 4. | Alex Lewington       | Saracens           | 9        |
| 5. | 4 Spieler            |                    | 8        |

|    | Name           | Verein             | Punkte |
| -- | -------------- | ------------------ | ------ |
| 1. | Henry Slade    | Exeter Chiefs      | 152    |
| 2. | Finlay Smith   | Northampton Saints | 132    |
| 3. | Finn Russell   | Bath Rugby         | 128    |
| 4. | Handré Pollard | Leicester Tigers   | 105    |
| 5. | Owen Farrell   | Saracens           | 103    |

## RFU Championship
Die Saison der zweiten Liga, der RFU Championship, umfasste 22 Spieltage (je eine Vor- und Rückrunde). Sie begann am 20. Oktober 2023 und endete am 25. Mai 2024. Meister wurden die Ealing Trailfinders, die jedoch nicht aufsteigen durften. Es gab keinen Absteiger in die National Division One und vor Beginn der Saison mussten die Jersey Reds Insolvenz anmelden.
|     | Team                 | Spiele | Siege | Unent. | Ndlg. | Spiel- punkte | Diff. | Bonus- punkte | Tabellen- punkte |
| --- | -------------------- | ------ | ----- | ------ | ----- | ------------- | ----- | ------------- | ---------------- |
| 01. | Ealing Trailfinders  | 20     | 16    | 0      | 4     | 823:417       | + 406 | 18            | 82               |
| 02. | Cornish Pirates      | 20     | 15    | 1      | 4     | 589:408       | + 181 | 13            | 75               |
| 03. | Coventry RFC         | 20     | 14    | 0      | 6     | 698:428       | + 270 | 17            | 73               |
| 04. | Bedford Blues        | 20     | 12    | 0      | 8     | 590:563       | + 27  | 17            | 65               |
| 05. | Hartpury College RFC | 20     | 11    | 0      | 9     | 627:551       | + 76  | 15            | 59               |
| 06. | Doncaster Knights    | 20     | 11    | 1      | 8     | 509:529       | − 20  | 11            | 57               |
| 07. | Ampthill RUFC        | 20     | 10    | 0      | 10    | 573:607       | − 34  | 16            | 56               |
| 08. | Nottingham RFC       | 20     | 8     | 0      | 12    | 487:615       | − 128 | 15            | 47               |
| 09. | London Scottish      | 20     | 4     | 1      | 15    | 510:614       | − 104 | 17            | 35               |
| 10. | Caldy RFC            | 20     | 2     | 0      | 18    | 415:675       | − 260 | 9             | 31               |
| 11. | Cambridge RUFC       | 20     | 2     | 0      | 18    | 382:796       | − 414 | 12            | 20               |

Die Punkte wurden wie folgt verteilt:
- 4 Punkte bei einem Sieg
- 2 Punkte bei einem Unentschieden
- 0 Punkte bei einer Niederlage (vor möglichen Bonuspunkten)
- 1 Bonuspunkt für vier oder mehr Versuche, unabhängig vom Endstand
- 1 Bonuspunkt bei einer Niederlage mit sieben oder weniger Punkten Unterschied